# Для любителей решать кроссворды
«Для любителей решать кроссворды» — советский художественный полнометражный детективный фильм, снятый режиссёром Баадуром Цуладзе на киностудии «Грузия-фильм» в 1981 году.

## Сюжет
Полковник Чичуа вызывает майора Зазу на совещание, где обсуждается побег двух особо опасных преступников — Отара Оболадзе по кличке «Интеллигент» и Джуги Салакая. Заключенные воспользовались неразберихой, возникшей во время массовой драки в колонии и сбежали в вагоне грузового поезда, который привез древесину на территорию тюрьмы. Майор просит у полковника разрешение выяснить, не была ли драка запланирована заключенными с целью побега из тюрьмы. Полковник Чичуа соглашается с необходимостью разработки этой версии.
Тюремный информатор сообщает Зазе в обмен на перевод в другую колонию, что драка была подстроена, чтобы дать Оболадзе и Салакае возможность сбежать на волю и выполнить поручение инженера-экономиста Антона Пурцванидзе, проходящего по делу о хищении, который и организовал побег для обоих бандитов. Заза посылает своего подчиненного лейтенанта Чиргадзе встретиться с Пурцванидзе, который попал в тюремную больницу из-за устроенной им драки. Когда лейтенант приходит в лазарет, тюремный врач сообщает ему о смерти Пурцванидзе, тем самым лишая милицию возможности узнать об истинных намерениях старого бандита.
Сбежавший из тюрьмы Оболадзе появляется в парке, где работает один из его бывших сообщников, вор и грабитель Карпович, который подставил «Интеллигента» в прошлом, а сам ушел от правосудия. Отар требует у бывшего сообщника укрытие для себя и сообщника, а также предлагает пойти с ним на дело. Карпович поначалу отказывается, желая провести старость в спокойствии. Но «Интеллигент» обещает ему огромный куш и дачу на Черном море, на что Карпович соглашается. После этого Оболадзе дает ему указание добыть для него и Джуги одежду, деньги и фальшивые документы, а также завербовать в банду участника, который станет козлом отпущения. Карпович находит двух новых участников банды — водителя, который угоняет новый ВАЗ-2105 и студента-бездельника Нукри Натрошвили, который по уши в долгах из-за игромании. Оболадзе оплачивает долги Нукри в обмен на участие в преступной деятельности банды. Тем временем следователи выясняют, что Пурцванидзе и Оболадзе были сокамерниками в тюрьме, а в деле Пурцванидзе о хищении фигурирует фамилия некоего Члаидзе, который работал с заключенным на одном заводе и проходил по делу свидетелем. Полковник Чичуа требует от Зазы немедленно допросить фигурантов дела Пурцванидзе.
Тем временем бандиты под руководством Оболадзе проникают в квартиру Члаидзе, использовав знакомство его дочери с Нукри, чтобы тот открыл преступникам дверь. Ворвавшись к Члаидзе, «Интеллигент» объясняет ему, что бандитов прислал Пурцванидзе и Члаидзе должен отдать им золотые царские монеты, которые были украдены ими. Старик умоляет бандитов дать ему нитроглицерин, так как у него больное сердце. Оболадзе шантажирует Члаидзе, предлагая ему обменять монеты на лекарство. Старик выдает им расположение тайника с монетами в карнизах для штор, Нукри бросается за водой для Члаидзе, но тот умирает от инфаркта. Тем временем Карпович крадет из квартиры Члаидзе старинный браслет. Покинув место преступления с награбленным, бандиты решают разойтись и залечь на дно, но Оболадзе не отпускает Нукри, так как тот оставил свои отпечатки, взяв стакан без перчаток. Карпович требует свою долю, но «Интеллигент» приказывает ему остаться и уйти из города вместе, чтобы продать монеты и поделить доход от сбыта награбленного. Милиция обнаруживает труп Члаидзе и допрашивает соседей, получив описание автомобиля бандитов. Дочь погибшего связывается с Зазой и сообщает, что не знала о богатстве отца, а бандиты унесли из дома еще и револьвер покойного. Лейтенант Чиргадзе предлагает оформить Зазе дело Члаидзе как обычный грабёж, в результате которого хозяин дома умер от сердечного приступа. Но Заза не соглашается, так как считает нахождение таблетки нитроглицерина в пепельнице странным для человека с больным сердцем. Придя к дочери Члаидзе для повторного обыска, он снимает установленные покойным карнизы для штор и обнаруживает в них золотую царскую монету, которую бандиты не успели забрать. Во время разговора с полковником Чичуа Заза объясняет, что Члаидзе был таким же преступником, как и арестованный Пурцванидзе, но он избежал уголовной ответственности и присвоил долю сообщника. Обозленный Пурцванидзе решил отомстить и подослал к Члаидзе «Интеллигента» с Джугой, чтобы забрать у него украденные монеты. Убивать его они не собирались, но Члаидзе умер от сердечной недостаточности, так как бандиты забрали у него лекарство. Полковник Чичуа решает объявить бандитов в розыск по всей стране.
Той же ночью Оболадзе с сообщниками покидают Тбилиси, украв «Волгу» на стоянке и убив двоих сторожей. При виде едущей навстречу милицейской машины у Нукри сдают нервы, но милиция не замечает ничего. «Интеллигент» говорит Карповичу, что знает об украденном браслете, который не входил в планы ограбления и припоминает ему о том, как Карпович предал Оболадзе в прошлый раз. Умоляющего о прощении Карповича убивает ножом Джуга, а тело бандиты сбрасывают в реку. Поняв, что следующим убьют его, Нукри угоняет «Волгу» и решает сдаться милиции, но не справляется с управлением и погибает, упав в пропасть. На следующий день милиция находит обгоревшую машину возле Мцхеты с трупом Нукри внутри, мертвого Карповича в Куре и брошенный ВАЗ-2105 на трассе, ведущей в Баку. Заза находит Манану Менабде, бывшую сожительницу Оболадзе, у которой тот скрывался, будучи в Тбилиси. Та вспоминает, что ночью «Интеллигент» звонил в другой город. Заза выясняет, что Оболадзе звонил из дома Менабде в Батуми. Приехав в Батуми, Заза узнает от местных следователей, что номер, по которому звонил Оболадзе, принадлежит известному в городе дантисту, который занимается скупкой краденого антиквариата. Встреча доктора и «Интеллигента» происходит в море на борту прогулочного судна. Доктор предлагает Оболадзе сумму, намного меньшую, чем было условлено. Тот подозревает, что дантист взят в разработку милицией и отказывается от сделки. Сойдя с корабля, Оболадзе уезжает с Джугой и в этот момент их начинает преследовать Заза, маскировавшийся под таксиста. После длительной погони по улицам Батуми и горным дорогам Заза простреливает колесо бандитской «Волги» и, когда её заносит, таранит в бок, отчего та переворачивается, а сидевший за рулем Джуга погибает. Оболадзе пытается убить Зазу и сбежать, но у него заканчиваются патроны. Майор предлагает «Интеллигенту» сдаться, иначе последнего ждет расстрел и тот соглашается. Заза арестовывает Отара и ждет, когда милиция заберет преступника.

## В ролях
- Гурам Пирцхалава — майор Заза (озвучивал Александр Белявский)
- Зураб Кипшидзе — Отар Оболадзе, «Интеллигент» (озвучивал Рудольф Панков)
- Тенгиз Цулая — Джуга Салакая (озвучивал Виктор Филиппов)
- Виктор Нинидзе — Карпович (озвучивал Константин Тыртов)
- Гега Кобахидзе — Нукри Натрошвили (озвучивал Станислав Захаров)
- Баадур Цуладзе — полковник Чичуа (озвучивал Юрий Чекулаев)
- Гия Балиашвили — лейтенант Чиргадзе (озвучивал В. Кузнецов)
- Нина Герасимова — Нино Члаидзе (озвучивала Ольга Гаспарова)
- Моника Гуния — Манана Менабде (озвучивала Валентина Тэжик)
- Вано Сакварелидзе — Нико Члаидзе (озвучивал Сергей Курилов)
- Гиви Тохадзе — начальник исправительного учреждения (озвучивал Алексей Алексеев)
- Гия Бадридзе — батумский врач, скупщик краденого
- Авессалом Лория — заключенный-симулянт в медсанчасти

## Съёмочная группа
- Режиссёр: Баадур Цуладзе
- Сценарист: Гия Бадридзе, Баадур Цуладзе
- Оператор: Гиви Рачвелишвили
- Композитор: Михаил Одзнели
- Художник: Борис Цхакая

## Факты
- Это последний фильм в кинокарьере Геги Кобахидзе. Через два года он примет участие в захвате Ту-134, следовавшего из Тбилиси в Батуми и будет расстрелян по приговору суда.
- Фильм посвящен шестидесятилетию милиции ГССР.
- Основная часть фильма снята в Тбилиси, а концовка в Батуми и Цихисдзири. Финальная перестрелка между майором Зазой и убегающим с деньгами Отаром происходит на территории цихисдзирского лимонария и крепости Петра.
- Один из киноляпов фильма связан с автомобильной погоней на двух ГАЗ-24: преследование начинается в Батуми, затем автомобили сталкиваются друг с другом после проезда под железнодорожным мостом в Бобоквати, после чего погоня внезапно переносится в Восточную Грузию, о чем свидетельствует характерный для тех мест ландшафт. Машина с бандитами переворачивается в Восточной Грузии, а выбравшийся из нее Оболадзе и преследующий его Заза спустя несколько секунд оказываются в цихисдзирском лимонарии, который расположен не менее чем в 300 километрах от места аварии.
- К месту ограбления бандиты приезжают на новейшем для 1981 года ВАЗ-2105.
- В фильме можно увидеть сразу два творения знаменитого грузинского архитектора Георгия Чахавы — Здание Министерства автомобильных дорог Грузинской ССР в Тбилиси и кафе «Фантазия» в Батуми.